# Národní parky v Černé Hoře
V Černé Hoře se nachází pět národních parků (rok 2013). Pokrývají přibližně jednu desetinu státu a jsou spravovány státní organizací Nacionalni parkovi Crne Gore.

## Přehled území
| Číslo na mapě | Název            |  | Rozloha   | Rok vyhlášení | Geodata (OSM) |
| ------------- | ---------------- |  | --------- | ------------- | ------------- |
| 1             | Durmitor         |  | 39 000 ha | 1952          | OSM, WMF      |
| 2             | Biogradska Gora  |  | 5 650 ha  | 1952          | OSM, WMF      |
| 3             | Lovćen           |  | 6 220 ha  | 1952          | OSM, WMF      |
| 4             | Skadarské jezero |  | 40 000 ha | 1983          | OSM, WMF      |
| 5             | Prokletije       |  | 16 630 ha | 2009          | OSM, WMF      |